# メランディ・ゴンザレス
メランディ・ゴンザレス（Merandy González, 1995年10月9日 - ）は、ドミニカ共和国サンチェス・ラミレス州コトゥイ出身のプロ野球選手（投手）。右投右打。現在は、フリーエージェント（FA）。

## 経歴

### プロ入りとメッツ傘下時代
2013年3月にニューヨーク・メッツと契約してプロ入り。契約後、傘下のルーキー級ドミニカン・サマーリーグ・メッツでプロデビューした。2013年シーズンは2先発・14登板で44.2イニングを投げ4勝1敗、防御率2.82を記録。2014年も引き続きドミニカン・サマーリーグ・メッツで13先発・14登板し、59.0イニングを投げ3勝4敗、防御率3.51を記録した。
2015年はルーキー級ガルフ・コーストリーグ・メッツとアパラチアンリーグのルーキー級キングスポート・メッツでプレーし、9先発・13登板して66.2イニングを投げて4勝3敗、防御率2.57を記録。
2016年はA-級ブルックリン・サイクロンズでプレーし、14登板すべてで先発して6勝3敗、防御率2.87、WHIP 1.33を記録した。
2017年はA級コロンビア・ファイヤーフライズで開幕を迎える。4月9日から5月3日にかけて28.2イニング連続無失点を記録し、リーグ記録の39.2イニングには及ばなかったものの4月のリーグ月間選手賞を受賞した。6月にはA+級のセントルーシー・メッツに昇格した。

### マーリンズ時代
2017年7月28日にA.J.ラモスとのトレードで、リカルド・セスペデスと共にマイアミ・マーリンズへ移籍し、傘下のA+級ジュピター・ハンマーヘッズでシーズンを終えた。シーズン中は3球団で20先発・22登板し13勝3敗、防御率1.66、WHIP 0.97、被安打率.212を記録。シーズン終了後にルール・ファイブ・ドラフトでの流出を防ぐために40人枠入りした。
2018年はAA級ジャクソンビル・ジャンボシュリンプで開幕を迎える。4月19日、リリーフのクリス・オグレイディが故障者リスト入りしたのを受けてロースター入り。同日のミルウォーキー・ブルワーズ戦に登板し、MLBオールスターゲーム選出経験のあるロレンゾ・ケインから三振を奪うなど2イニングを投げ3被安打無失点でメジャーデビューを飾った。シーズン中はAA級ジャクソンビルへの降格と再昇格を経験し、最終的に10月2日にマーリンズに昇格、メジャーリーグでの初シーズンを8試合登板（うち先発1試合）、2勝1敗、防御率5.73、WHIP1.77の成績で終えた。

### カージナルス傘下時代
2019年3月2日にウェイバー公示でサンフランシスコ・ジャイアンツへ移籍したが、開幕前の3月25日にDFAとなった。
その後、3月28日に再びウェイバー公示を経てセントルイス・カージナルスへ移籍した。6月8日にDFAとなり、10日にマイナー契約に切り替わった。オフの11月4日にFAとなった。

### ナショナルズ傘下時代
2020年1月7日にワシントン・ナショナルズとマイナー契約を結んだ。新型コロナウイルスの感染拡大の影響でマイナーリーグが開催されなかったため、公式戦に出場することなく、5月29日に自由契約となった。

### メキシカンリーグ時代
2021年7月20日にメキシカンリーグのキンタナロー・タイガースと契約した。4試合に中継ぎ登板して無失点であったが、8月5日に自由契約となった。

### 独立リーグ時代
2022年3月1日にアトランティックリーグのヨーク・レボリューションと契約した。5試合に先発登板して1勝4敗、防御率7.71の成績に終わり、6月6日に自由契約となった。

## 詳細情報

### 年度別投手成績
| 年 度    | 球 団    | 登 板 | 先 発 | 完 投 | 完 封 | 無 四 球 | 勝 利 | 敗 戦 | セ 丨 ブ | ホ 丨 ル ド | 勝 率 | 打 者 | 投 球 回 | 被 安 打 | 被 本 塁 打 | 与 四 球 | 敬 遠 | 与 死 球 | 奪 三 振 | 暴 投 | ボ 丨 ク | 失 点 | 自 責 点 | 防 御 率 | W H I P |
| -------- | -------- | ----- | ----- | ----- | ----- | -------- | ----- | ----- | -------- | ----------- | ----- | ----- | -------- | -------- | ----------- | -------- | ----- | -------- | -------- | ----- | -------- | ----- | -------- | -------- | ------- |
| 2018     | MIA      | 8     | 1     | 0     | 0     | 0        | 2     | 1     | 0        | 0           | .667  | 103   | 22.0     | 31       | 4           | 8        | 1     | 0        | 19       | 0     | 0        | 14    | 14       | 5.73     | 1.77    |
| MLB：1年 | MLB：1年 | 8     | 1     | 0     | 0     | 0        | 2     | 1     | 0        | 0           | .667  | 103   | 22.0     | 31       | 4           | 8        | 1     | 0        | 19       | 0     | 0        | 14    | 14       | 5.73     | 1.77    |

- 2018年度シーズン終了時

### 年度別守備成績
| 年 度 | 球 団 | 投手（P） | 投手（P） | 投手（P） | 投手（P） | 投手（P） | 投手（P） |
| 年 度 | 球 団 | 試 合     | 刺 殺     | 補 殺     | 失 策     | 併 殺     | 守 備 率  |
| ----- | ----- | --------- | --------- | --------- | --------- | --------- | --------- |
| 2018  | MIA   | 8         | 0         | 1         | 0         | 0         | 1.000     |
| MLB   | MLB   | 8         | 0         | 1         | 0         | 0         | 1.000     |

- 2018年度シーズン終了時

### 背番号
- 77（2018年）